# Diecezja Orange w Kalifornii
Diecezja Orange w Kalifornii (łac. Dioecesis Arausicanae in California, ang. Diocese of Orange in California) jest diecezją Kościoła rzymskokatolickiego w metropolii Los Angeles w Stanach Zjednoczonych. Swym zasięgiem obejmuje hrabstwo Orange w stanie Kalifornia. 

## Historia
Diecezja została kanonicznie erygowana 24 marca 1976 roku przez papieża Pawła VI. Wyodrębniono ją z archidiecezji Los Angeles. Pierwszym ordynariuszem został dotychczasowy biskup pomocniczy Los Angeles William Robert Johnson (1918-1986).
W 2004 dziennik „Los Angeles Times” ujawnił, że w 2003 diecezja Orange potajemnie zapłaciła 0,5 mln $ jednej z ofiar przestępstw seksualnych w zamian za jej milczenie, co było sprzeczne z „Kartą ochrony dzieci i młodzieży”, która nakazuje ujawnianie każdego przestępstwa seksualnego w Kościele katolickim. 

## Ordynariusze
- William Robert Johnson (1976–1986)
- Norman McFarland (1986–1998)
- Tod Brown (1998–2012)
- Kevin Vann (od 2012)